# Gruey-lès-Surance
 Gruey-lès-Surance  es una población y comuna francesa, en la región de Lorena, departamento de Vosgos, en el distrito de Épinal y cantón de Bains-les-Bains.

## Demografía
| 475 | 450 | 384 | 339 | 302 | 226 |
| Para los censos de 1962 a 1999 la población legal corresponde a la población sin duplicidades (Fuente: INSEE [Consultar]) |     |     |     |     |     |